# Stipa mollis
Stipa mollis är en gräsart som beskrevs av Robert Brown. Stipa mollis ingår i släktet fjädergrässläktet, och familjen gräs. Inga underarter finns listade i Catalogue of Life.